# Histoire du chemin de fer au Mexique
L'Histoire du chemin de fer au Mexique a commencé par les premières concessions accordées dans les années 1830 mais n'a vraiment accéléré que dans les années 1870, et jouant par cette occasion un rôle important pour l'Histoire des chemins de fer en Amérique latine.

## Histoire

### La première ligne, entre Mexico et Veracruz
Le 22 août 1837, le gouvernement du général Bustamante octroie une concession à Francisco Arrillaga pour la construction de la ligne de chemin de fer Vera Cruz-Mexico, mais celle-ci connaitra une construction très lente et très retardée.
Dès 1845 cependant, un petit groupe d'ingénieurs et de techniciens belges travailla au chemin de fer de Veracruz à Mexico, malgré des conditions climatiques difficiles, sur le tracé de l'ancien “Camino real”. Une première locomotive à vapeur fonctionne sur 11 km en 1850. La concession est reprise par Juan Laurié Rickard en 1853.
Au début de 1865, sous le régime de l'empereur Maximilien, le chemin de fer de la Vera-Cruz à Mexico passe du concessionnaire primitif, Antonio Escandon, un industriel mexicain qui a participé à l'histoire du chemin de fer au Mexique, aux mains d'une société de capitaux formée à Londres, la “Compagnie impériale mexicaine” qui promet d'achever le projet en cinq ans. Les bouleversements politiques continuèrent d'étouffer les progrès, et le premier tronçon de Veracruz à Mexico fut inauguré neuf ans plus tard, le 1er janvier 1873, par le président Sebastián Lerdo de Tejada. Cette liaison entre Mexico et le port de Veracruz devient alors la première voie ferrée mexicaine importante, qu'en 1873. Un autre chemin de fer  était en partie terminé en 1865, allant de Mexico à Chalco de Díaz Covarrubias, dans l'État de Mexico. Dans cette région proche de la capitale, centre important de production de céréales cultivées dans des exploitations agricoles performantes, le début des années 1880 est marqué par les efforts de différents entrepreneurs pour introduire le chemin de fer. Ainsi, en 1881, le Gouvernement fédéral confie à l’État de Mexico la tâche de construire un chemin de fer régional entre Chalco et le village de Tlalmanalco.

### D'un millier de kilomètres en 1877 à vingt fois plus en 1910

#### Les projets dePorfirio Díaz
Lorsque Porfirio Díaz prend le pouvoir en 1876 débute une grande période de modernisation grâce à un apport de capitaux étrangers et la construction de lignes de chemin de fer, avec l'installation de réseaux de téléphone et de télégraphe. Au début de son premier mandat, Díaz a hérité de 398 miles (640,5 km) de chemins de fer composés presque exclusivement de chemins de fer mexicains appartenant à des Britanniques. Lors de son entrée en fonction, le Mexique ne dispose que d’un petit réseau qui n’atteignait pas les mille kilomètres en 1877, mais qui passe à près de vingt mille en 1910.

#### La ligne “El Chepe”et le canyon du cuivre
Dans la partie sud-ouest de l'État de Chihuahua, au nord du Mexique, un grand projet prend place dès 1880 : une voie ferrée qui relie le désert du nord du Mexique aux terres tropicales qui bordent le Pacifique. L'ingénieur américain Albert Kimsey Owen originaire de l'Indiana et membre fondateur de la Colonie Socialiste Utopiste " New Harmony " arrive en 1871 pour y exporter une nouvelle colonie de sa congrégation. Il obtient une concession en 1880 pour un immense chantier, la ligne “El Chepe”, (Che comme Chihuahua - Pe comme Pacifico) qui relie le désert du nord du Mexique aux terres tropicales qui bordent le Pacifique, l'une des plus belles lignes de chemin de fer du monde.
Mais Albert Kimsey Owen jette l'éponge après vingt années en raison de la topographie des sites à traverser et de finances insuffisantes. Le projet est repris par la Kansas City, Mexico and Orient Railway, de l'Américain Arthur Stilwell vers 1900, mais il échoue lui aussi.
En 1952 l’État mexicain a nationalisé les compagnies étrangères et confié le chantier à Enrique Creel. La voie ferrée nécessitera au total 63 ans de construction : il faudra attendre 1961 pour l'achèvement du train surnommé el Chepe (Che comme Chihuahua - Pe comme Pacifico). La ligne s'étale sur 653 km, compte 39 ponts et 86 tunnels, pour culminer à 2450 mètres d'altitude, permettant de parcourir la Sierra Tarahumara, du canyon du Cuivre jusqu'à l'État du Sinaloa. Les "barrancas del Cobre" (canyons du cuivre) sont un ensemble de 6 canyons distincts, dans la Sierra Tarahumara, aux falaises de couleur vert-cuivre, sept fois plus grands que le Grand Canyon d'Arizona avec lequel ils sont souvent comparés.

#### Les trois compagnies de 1891
Vers la fin du siècle, de grosses compagnies font leur apparition un peu partout au Mexique. En 1891, le Ferrocarril Interoceanico, le Ferrocarril Mexicano et le Ferrocarril Central, qui traversent d’autres parties de l’État de Mexico, qui profite de sa situation géographique en périphérie de la capitale.

#### Le chemin de fer de l'isthme de Tehuantepec
En 1902, au sud du pays, est inauguré le seuil le plus élevé du chemin de fer mexicain, qui franchit l'isthme de Tehuantepec, sur un premier tronçon ferroviaire entre les deux ports de Coatzacoalcos et de Salina-Cruz sur le Pacifique, permettant le transit des marchandises à travers la chaîne dite de Chiapas ou de Soconusco. La ligne de chemin de fer Panamerican sera inaugurée en 1907 : elle partait de Ixtepec jusqu’au Chiapas, à la frontière avec le Guatemala. Mais la construction du canal de Panama a mis en échec total cette liaison ferroviaire, bien qu'elle ait contribué à l'Histoire de la caféiculture au Mexique, en particulier au Chiapas.

### En 1909 et 1930, les nationalisations
La ferveur nationaliste qui sévit au début du siècle au Mexique incite le gouvernement à placer la plupart des chemins de fer sous le contrôle de l'État en 1909, avec la création d'une nouvelle société nationale, Ferrocarriles Nacionales de México (FNM), via un plan élaboré par le ministre des Finances, José Yves Limantour. en 1910, le Mexique revendiquait déjà 15.360 milles (24.720 kilomètres) de voie en service, la plupart construites par des investisseurs américains, britanniques et français. Mais le système ferroviaire mexicain s'est considérablement détérioré par négligence pendant la période de la Révolution mexicaine.
Après la révolution, l'ensemble du système ferroviaire mexicain a été nationalisé entre 1929 et 1937. Dans le sud du pays, le “Ferrocarriles Unidos de Yucatán” a fusionné en 1930 avec ligne construite pour la relier au réseau national la Ferrocarriles Unidos del Sureste. Les billets étant très bon marché, les trains de voyageurs devinrent très populaires dans les déplacements entre cités mexicaines en expansion.

### Les difficultés des années 1980 puis les privatisations de 1995 et 1998
En 1987, le gouvernement a fusionné ses cinq chemins de fer régionaux en FNM. Au cours de la dernière période de propriété nationale, FNM a connu des difficultés financières importantes, accusant un déficit d'exploitation de 552 millions de dollars (37% de son budget de fonctionnement) en 1991 et le 1er janvier 1994, le président Ernesto Zedillo proposa la privatisation des chemins de fer mexicain, dans le cadre de la mise en place de l'Accord de libre-échange nord-américain (ALENA). En mars 1995, Ernesto Zedillo modifia la Constitution du Mexique et annonça la privatisation de Ferrocarriles Nacionales de México (N de M jusque dans les années 1980, puis FNM). La partie la plus recherchée des concessions, baptisée Northeast Railroad, a été retenue par de nombreuses grandes entreprises, dont la plus grande compagnie ferroviaire des États-Unis, Union Pacific Railroad.

#### La création de la compagnie Ferrosur
C'est l'acte de naissance de la compagnie Ferrosur, qui dessert les régions situées dans le sud-est de Mexico, dont l'importante ville portuaire de Veracruz. Cette compagnie passe sous le contrôlée du milliardaire Carlos Slim, via ses compagnies Grupo Carso et Grupo Financiero, jusqu'en novembre 2005.

#### La Kansas City Southern de México
Transportación Ferroviaria Mexicana (TFM), compagnie de chemin de fer spécialisée dans le transport de marchandises dans le nord-est du Mexique est privatisée aussi et devient la Kansas City Southern de México, dans le cadre d'une coentreprise avec Transportacion Maritima Mexicana (TMM), qui a acheté la concession Northeast Railroad reliant Mexico et Monterrey. L'entreprise a d'abord conservé son nom de Transportación Ferroviaria Mexicana (TFM), puis a été renommée Kansas City Southern de México (KCSM) en 2005 lorsque KCS a racheté les participations de TMM. La Kansas City Southern de México est entièrement possédée et exploitée par la compagnie américaine Kansas City Southern Industries, qui a une concession du gouvernement mexicain, pour réseau de la vallée de Mexico à Laredo sur la frontière avec les États-Unis, assure le fret ferroviaire, et dessert des villes comme Monterrey, Nuevo Laredo, Matamoros et Reynosa, situées à la frontière avec les États-Unis, ainsi que les villes portuaires de Lázaro Cárdenas et Tampico. La Kansas City Southern de México exploite 2270 km de rail et 11 des 14 usines d'assemblage automobile du Mexique, plus deux autres en construction, sont situées sur son chemin de fer

#### La Ferromex vendue à l'Union Pacific Railroad
En 1998, c'est au tour de la compagne privée Ferromex, créé par Grupo Mexico et Union Pacific Railroad, de récupérer de nombreux actifs ferroviaires publics mexicains: la concession de Northwest Railroad, reliant Mexico et Guadalajara avec le port de Manzanillo dans le Pacifique et diverses traversées le long de la frontière américaine. Ernesto Zedillo, toujours président mexicain, deviendra ensuite administrateur de l'Union Pacific Railroad.

### Les fusions duXXIesiècle
Ferromex et Ferrosur ont tenté une fusion infructueuse en 2002, empêchée par la loi anti-monopole, mais qui sera finalement autorisée, donnant naissance à un géant du rail mexicain. La Kansas City Southern de México a contesté l'acquisition et la fusion n'a pas reçu l'approbation réglementaire. Cependant, en mars 2011, un tribunal a statué en faveur de la fusion.
Les trois principaux chemins de fer mexicains possèdent conjointement Ferrocarril et Terminal de la Vallée de México (Ferrovalle) qui exploite des chemins de fer et des terminaux dans et autour de Mexico.
En 2018, le président du Mexique annonce la construction du train maya, qui a ouvert partiellement le 15 décembre 2023, comme annoncé.